# Flavio Barbiero
Flavio Barbiero (Pola, 1942) è un ingegnere, scrittore ed esploratore italiano, già Ammiraglio della Marina Militare Italiana.

## Biografia
Flavio Barbiero entra all'accademia di Livorno nel 1961. Resterà in servizio fino al 1998. Assumendo incarico presso il centro studi ricerche della marina (Mariperman).
Ha scritto diversi libri, il primo dei quali è stato Una civiltà sotto ghiaccio (editrice Nord), pubblicato nel 1974, nel quale teorizza la collocazione di Atlantide nel continente antartico.
Attraverso un'analisi scientifica tenta di spiegare le modalità di una catastrofe planetaria avvenuta 11.000 anni fa. Arriva ad elaborare una tesi sugli effetti dell'impatto di un corpo celeste, anche di ridotte dimensioni, sull'asse di rotazione terrestre. Questa alterazione significativa ha portato ad un vero e proprio mutamento climatico innescando il fenomeno delle stagioni: prima dell'impatto, infatti, l'asse terrestre era quasi perpendicolare al piano dell'eclittica, evitando quindi l'alternanza stagionale. Ecco che in condizioni climatiche diverse il continente antartico si rivela in parte libero dai ghiacci e pertanto presumibilmente anche abitato da popolazioni umane.
Giunge a questa teoria di un possibile spostamento repentino dei poli applicando gli studi e le esperienze, in particolare nel campo dei giroscopi, maturate durante la realizzazione per conto della Marina Militare Italiana, della prima arma anti-sommergibile atomica mai realizzata.
Ha organizzato nel 1975 e nel 1978 due spedizioni nei territori antartici per cercare prove scientifiche a conferma della sua tesi. Durante una di queste spedizioni ha rinvenuto sull'isola King George dei tronchi di albero fossilizzati.
Un altro suo libro è La Bibbia senza segreti prima edito da Rusconi (1988), poi ritirato dalle librerie. Messa da parte l'esperienza antartica, su invito del titolare degli scavi archeologici di Har Karkom, nel deserto del Negev, il Prof. Emmanuel Anati, si getta sullo studio della Bibbia e con il suo solito metodo di ricerca riesce a dimostrare la storicità del testo ed anche a seguirne le indicazioni disseminate nei suoi versetti che portano proprio ad identificare in Har Karkom il luogo di soggiorno nel deserto del popolo ebraico all'epoca dell'Esodo.

## Opere
- La Bibbia senza segreti, 2010, 304 p., ill., brossura, Editore Profondo Rosso
- La Bibbia senza segreti, 2008, 172 p., rilegato, Editore magazzinidelcaos
- La Bibbia senza segreti, 1988, Milano: Rusconi, 1988. - 463 p., [12] c. di tav. : ill. ; 22 cm. ISBN 88-18-88005-5
- Ufo. L'ipotesi terrestre. L'altra umanità, 2008, 81 p., rilegato, Editore magazzinidelcaos
- Una civiltà sotto ghiaccio (Realtà scientifiche), Nord (1º ottobre 2000), ISBN 88-429-1168-2